# Saturn Award du meilleur attaché de presse
Le Saturn Award du meilleur attaché de presse (Saturn Award for Best Publicist) est une récompense cinématographique décernée en 1977 et 1979 par l'Académie des films de science-fiction, fantastique et horreur (Academy of Science Fiction Fantasy & Horror Films).

## Palmarès
Note : L'année indiquée est celle de la cérémonie, récompensant les films sortis au cours de l'année précédente.

### Années 1970
- 1977 : Don Morgan
- 1979 : Julian F. Myers